# 楊憑
楊 憑（よう ひょう、生没年不詳）は、唐代の官僚。字は虚受、または嗣仁。本貫は虢州閿郷県。

## 経歴
大暦年間、進士に及第した。使府の補佐官を歴任した。長安に召し出され、監察御史となったが、検束の仕事を楽しまず、自ら求めて免官された。起居舎人・左司員外郎・礼部郎中・兵部郎中・太常寺少卿を歴任した。貞元18年（802年）、潭州刺史・湖南観察使として出向した。貞元21年（805年）、洪州刺史・江西観察使に転じた。入朝して左散騎常侍・刑部侍郎となった。
楊憑は文辞に巧みで、若くして気概を背負っていた。同母弟の楊凝や楊凌との友愛は当時に有名であった。交遊を重んじ、穆質・許孟容・李鄘・王仲舒を友とした。その性格は気位が高く、へりくだって接することができなかったので、このため人に恨まれることも多かった。
元和4年（809年）、楊憑は京兆尹に任じられた。かれが江西観察使をつとめていた時代に不正に財産を蓄えた罪や他の不法について御史中丞の李夷簡に弾劾された。御史台で取り調べられ、臨賀県尉に左遷された。のちに杭州長史に転じた。太子詹事として死去した。

## 伝記資料
- 『旧唐書』巻146 列伝第96
- 『新唐書』巻160 列伝第85